# Tiro al piccione
Tiro al piccione és una pel·lícula italiana del 1961 dirigida per Giuliano Montaldo, en el seu debut com a director, basada en la novel·la homònima de Giose Rimanelli, publicat l'any 1953 per Mondadori.
La pel·lícula es va presentar al 22a Mostra Internacional de Cinema de Venècia el 25 d'agost de 1961.

## Argument
El jove Marco, després de la Proclama del 8 de setembre de 1943, es va allistar a l'exèrcit de la República Social Italiana. Després de fer un gest heroic és ferit i a l'hospital coneix l'Anna, una infermera que el cuida amb amor i que s'enamora d'ell.
El Marco descobreix que l'Anna també està vinculada a un vell industrial, qui la manté en una vil·la de luxe. Aleshores s'assabenta que l'Anna també es va lliurar al capità Mattei per evitar que tornés al combat i va fugir amb ell i l'industrial en un trist triangle d'oportunisme abans de la derrota de Mussolini. Marco els atrapa en plena fugida i, indignat, l'abandona.
Tot i escoltar a la ràdio sobre la captura i el tiroteig de Mussolini, el tinent Nardi encara intenta arribar a Valtellina a través de les muntanyes. Sorpresos pels partisans, els republicans fugen i es rendeixen. Fins i tot en Marco, ara atordit pels esdeveniments i cridat pels seus companys de guerra, decideix lliurar-se a l'enemic després del suïcidi del tinent Nardi que, immediatament abans, li havia ordenat que s'unís a ells.

## Repartiment
- Jacques Charrier com a Marco Laudato
- Eleonora Rossi Drago com a Anna
- Gastone Moschin com a Pasquini
- Francisco Rabal com a Elia
- Franco Balducci com a Garrani
- Loris Bazzocchi com a Giuliani
- Enzo Cerusico com a Pastorello
- Franca Nuti com a Dona amb el seu marit al davant
- Enrico Glori com a orador feixista
- Sergio Fantoni com a Nardi
- Carlo D'Angelo com a Mattei

## Realització
La pel·lícula es va rodar a Vercelli, a Villa Castelli a Stresa (Llac Maggiore) i a les muntanyes de la zona de Balmuccia.

## Crítica
Il Mereghetti. Dizionario dei film (1993): **½
«Una pel·lícula valenta i poc convencional [...]»

## Restauració
La restauració de la pel·lícula la va dur a terme el Centre Experimental de Cinematografia i es va presentar el 5 de setembre de 2019 a la 76a Mostra Internacional de Cinema de Venècia a la secció Clàssics de Venecia. Posteriorment, a partir del 27 de gener de 2021, l'edició restaurada va ser distribuïda per Penny Video al mercat de vídeo domèstic en format DVD i Blu-ray.